# Luther Alexander Johnson

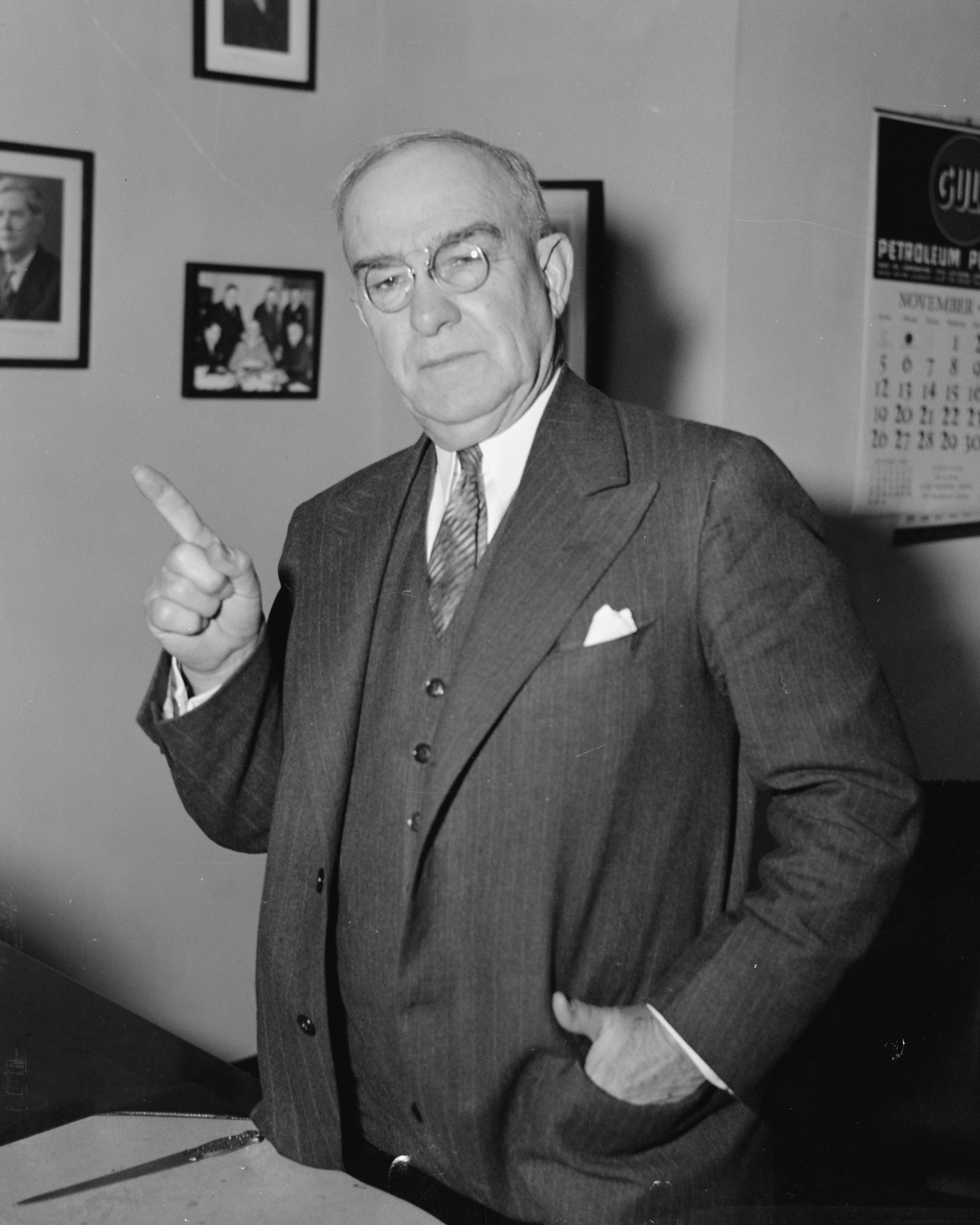
Luther Alexander Johnson (1939)

Luther Alexander Johnson (* 29. Oktober 1875 in Corsicana, Texas; † 6. Juni 1965 ebenda) war ein US-amerikanischer Jurist und Politiker. Zwischen 1923 und 1946 vertrat er den Bundesstaat Texas im US-Repräsentantenhaus.

## Werdegang
Luther Johnson besuchte die öffentlichen Schulen seiner Heimat. Nach einem anschließenden Jurastudium an der Cumberland University in Lebanon (Tennessee) und seiner 1896 erfolgten Zulassung als Rechtsanwalt begann er in Corsicana in diesem Beruf zu arbeiten. Zwischen 1898 und 1902 war er Bezirksstaatsanwalt im Navarro County. Danach fungierte er bis 1910 als Staatsanwalt im 13. Gerichtsbezirk von Texas. Gleichzeitig schlug er als Mitglied der Demokratischen Partei eine politische Laufbahn ein. Im Juni 1916 nahm er als Delegierter an der Democratic National Convention in St. Louis teil, auf der Präsident Woodrow Wilson zur Wiederwahl nominiert wurde; 1920 war er Vorsitzender des regionalen demokratischen Parteitages in Texas.
Bei den Kongresswahlen des Jahres 1922 wurde Johnson im sechsten Wahlbezirk von Texas in das US-Repräsentantenhaus in Washington, D.C. gewählt, wo er am 4. März 1923 die Nachfolge von Rufus Hardy antrat. Nach elf Wiederwahlen konnte er bis zu seinem Rücktritt am 17. Juli 1946 im Kongress verbleiben. Während seiner Zeit im Kongress wurden zwischen 1933 und 1941 die New-Deal-Gesetze der Bundesregierung unter Präsident Franklin D. Roosevelt verabschiedet. Seit 1941 war auch die Arbeit des Kongresses von den Ereignissen des Zweiten Weltkrieges und dessen Folgen geprägt.
Nach dem Ende seiner Zeit im US-Repräsentantenhaus war Johnson zwischen 1946 und 1956 als Richter am Bundessteuergericht tätig. Diese Ernennung war auch der Grund seines Rücktritts als Kongressabgeordneter. Er starb am 6. Juni 1965 in Corsicana, wo er auch beigesetzt wurde.